# Konrad Tallroth
Konrad Tallroth, född 12 november 1872 i Nurmo i Finland, död 27 januari 1926 i Helsingfors, var en finlandssvensk regissör, skådespelare och manusförfattare. 

## Biografi
Tallroth, som var prästson, var en av de drivande att utveckla den svenskspråkiga teatern i Finland. Han började sin bana 1893 vid Suomalainen teatteri, övergick 1896 till svenska scener och var omväxlande engagerad vid Svenska inhemska teatern i Åbo (1896–1904, 1907–1910) och Svenska Teatern i Helsingfors (1904–1907, 1910–1926). Tallroth fick genast visa sin förmåga i stora roller, bland annat som Daniel Hjort, Hamlet och Othello, och blev i Åbo teaterns bärande kraft. Av hans Strindbergroller hör kaptenen i Dödsdansen och Den okände i Till Damaskus till de starkaste insatserna i finländsk teaterhistoria. 1916–1917 var han verksam på Lidingö i Sverige där han regisserade åtta filmer.

## Filmografi

### Roller i urval
- 1916 – Millers dokument
- 1917 – Vem sköt?
- 1917 – Skuggan av ett brott
- 1917 – Paradisfågeln
- 1917 – Allt hämnar sig
- 1917 – Sin egen slav
- 1926 – Fänrik Ståls sägner-del II

### Regi
- 1916 – Millers dokument
- 1917 – Skuggan av ett brott
- 1917 – Paradisfågeln
- 1917 – Allt hämnar sig
- 1917 – Chanson triste
- 1917 – Miljonarvet
- 1917 – Sin egen slav
- 1917 – Vem sköt?

### Filmmanus
- 1917 – Sin egen slav

## Teater

### Roller (ej komplett)
| År   | Roll           | Produktion              | Regi | Teater                       |
| ---- | -------------- | ----------------------- | ---- | ---------------------------- |
| 1905 | Osvald Alving  | Gengångare Henrik Ibsen |      | Svenska Teatern, Helsingfors |
| 1916 | Hjalmar Ekdahl | Vildanden Henrik Ibsen  |      | Svenska Teatern, Helsingfors |